# Sminthurinus elegans
Sminthurinus elegans är en urinsektsart som först beskrevs av Fitch 1862.  Sminthurinus elegans ingår i släktet Sminthurinus och familjen Katiannidae. Arten är reproducerande i Sverige. Inga underarter finns listade i Catalogue of Life.